# Moses da Rieti

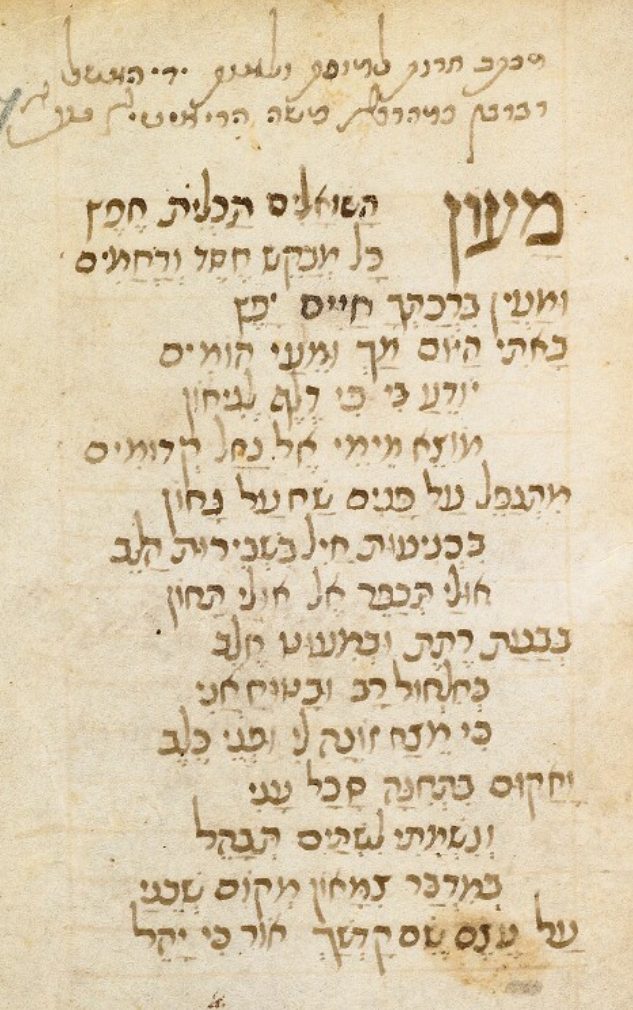
Manuscrito do século XV de Miqdash Me‘at Me‘on haShoalim da Itália na Biblioteca Bodleiana

Moses da Rieti (também conhecido como Moshe ben Yitzḥak e Mosè di Gaio; 1388–1466) foi um poeta, filósofo e médico judeu-italiano. Nascido em Rieti, ele compôs obras em hebraico e italiano e foi chamado de Dante hebreu. Sua principal obra, o poema hebraico filosófico e transitoriamente pós-medieval Miqdash me'at, inclui uma enciclopédia de ciências, uma fantasia judaica de paraíso e uma história pós-bíblica da literatura judaica.

## Vida
Moisés nasceu em Rieti em 1388, filho de Isaac (Gaio), provavelmente um banqueiro. Ele deixou Rieti para estudar medicina, mas retornou em 1422 para praticar medicina e serviços bancários lá. Ele teve pelo menos três filhos com sua esposa, Sella: Isaac (Gaio), o primogênito, Leone e Bonaiuto, e todos os três o seguiram no comércio. Ele foi rabino em Roma a partir de 1431 e desempenhou vários papéis comunitários nos Estados Papais ao longo de sua vida, também mantendo uma yeshiva em Narni. Miqdash me‘at ("Pequeno Santuário'), sua principal obra, é um poema hebraico filosófico e transitoriamente pós-medieval de explicitamente inspirado pela Divina Comédia tanto no enredo quanto na estrutura, e também inclui uma enciclopédia de ciências, uma fantasia de paraíso judaica e uma história pós-bíblica da literatura judaica. Miqdash me‘at faz metáfora explícita em sua estrutura como uma homenagem ao Templo de Jerusalém.

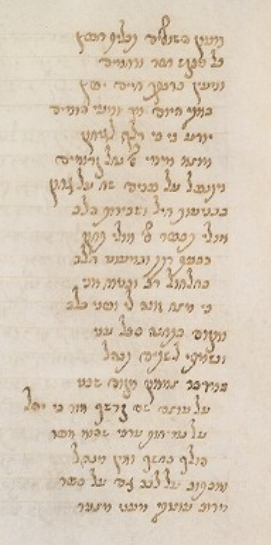
Manuscrito do século XV de Miqdash Me‘at Me‘on haShoalim da Itália na Biblioteca Bodleiana

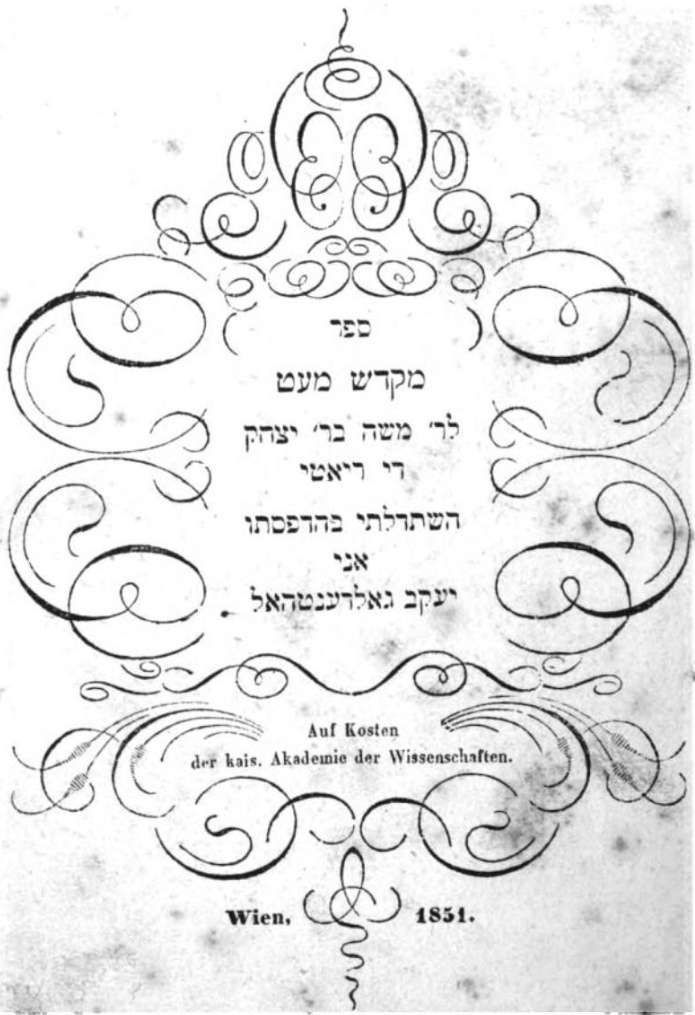
Página de título do Miqdash Me‘at (Viena, 1851)

Rieti foi influenciado por Yehuda Romano. O estilo de Rieti é complexo e ele fala em nome do povo judeu, com o neoplatonismo e o aristotelismo especialmente na tradição de Maimônides, e segue a terza rima de Dante Alighieri, o primeiro poeta hebreu a fazê-lo. Chamado de Dante hebreu, ele também foi o autor de um diálogo poético entre as Filhas de Zelofeade chamado Iggeret Ya‘ar ha-Levanon ('Floresta do Líbano'). A obra de Rieti exibe uma profunda familiaridade com os Tannaim, Geonim e Amoraim, incluindo a filosofia contemporânea em grego, árabe e hebraico. Diz-se que mais tarde ele abandonou a filosofia pela cabala. Deborah Ascarelli e Lazaro da Viterbo traduziram seus hinos para o italiano. Ele morreu em Roma em 1466.